# Zuckerfabrik Warburg
Die Zuckerfabrik Warburg war eine 1882 gegründete Fabrik zur Herstellung von Zucker aus Zuckerrüben in Warburg, Westfalen. Sie gehörte zuletzt zur Südzucker AG und war deren nördlichstes Werk in Deutschland.

## Geschichte

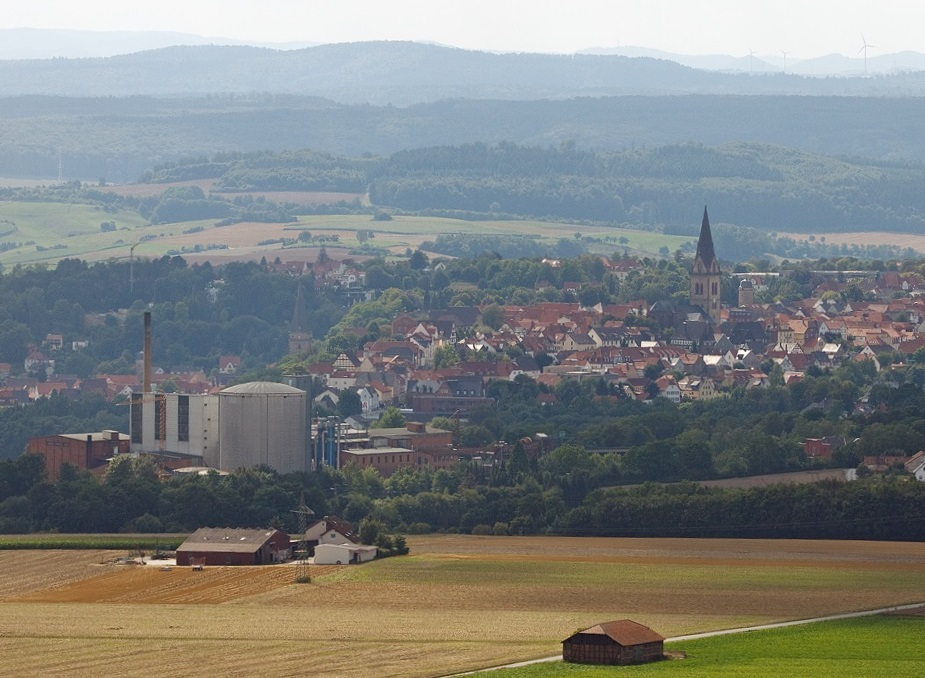
Aufsicht vom Desenberg (2010)

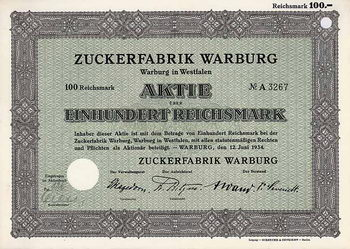
Aktie Zuckerfabrik Warburg (1934)

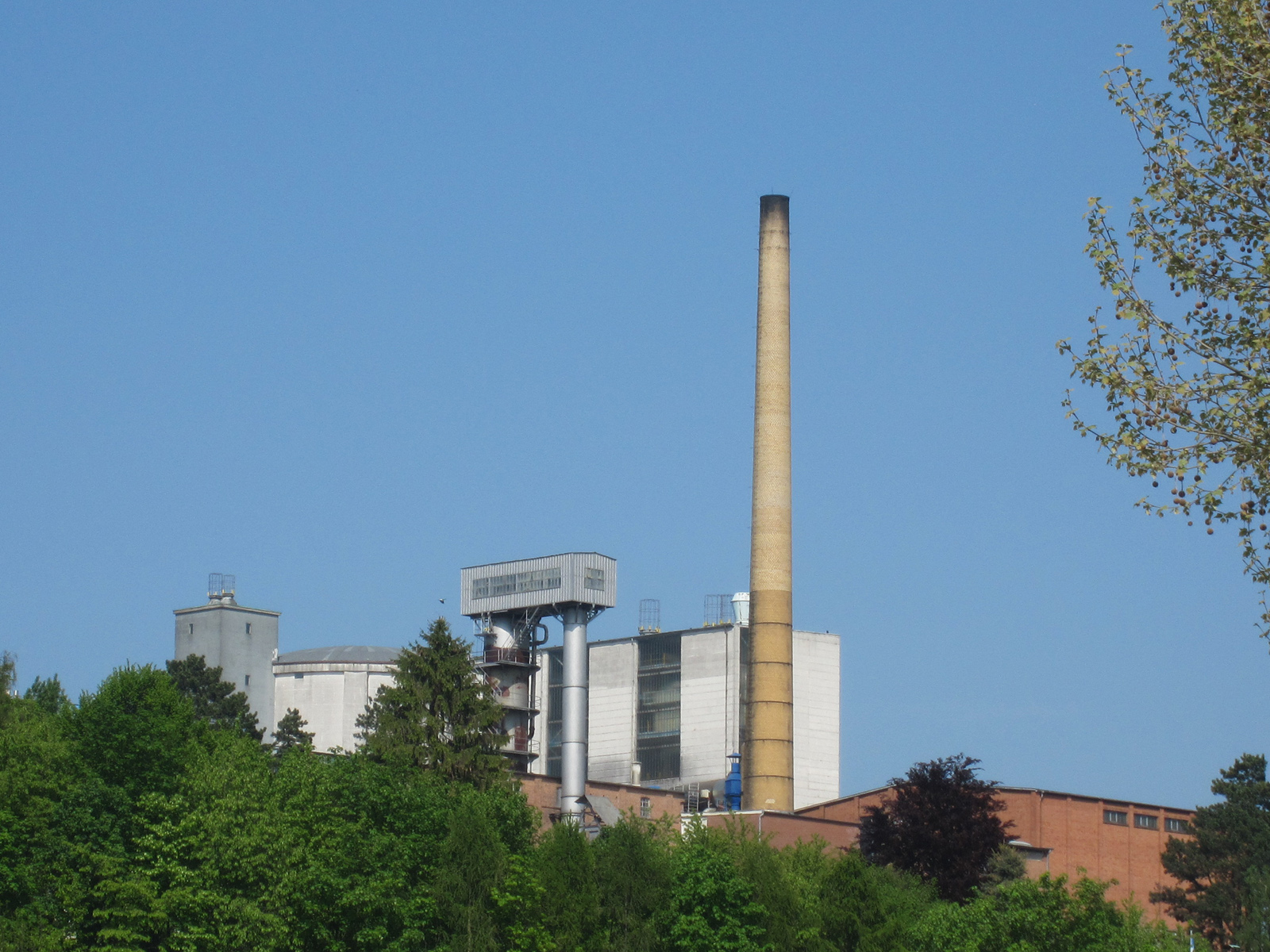
Ansicht (2010)

Am  1882 gründeten Landwirte aus Warburg und Hofgeismar die Zuckerfabrik Warburg AG. Damals wurden 331 vinkulierende Namensaktien à 1.500 Mark gezeichnet, wodurch ein Gesellschaftskapital von 496.500 Mark zusammenkam. Als Standort wurde eine Fläche südlich des 1852–53 erbauten Warburger Bahnhofs entwickelt, bebaut und mit direktem Gleisanschluss versehen. So konnte sowohl die Anlieferung mit Rohstoffen und Kohle als auch der Abtransport der fertigen Produkte über die Bahn erfolgen. Der Transport innerhalb des Werksgeländes erfolgte u. a. durch Rangierlokomotiven, darunter eine von Henschel & Sohn erbaute ehemals preußische Dampflokomotive der T3-Reihe mit der Nummer 896220, die bis 1979 genutzt wurde. Danach kam als Werkslok eine Köf zum Einsatz, die bis zuletzt auf dem Werksgelände vorhanden war, aber in den letzten Jahren nicht mehr genutzt wurde, da der Güterverkehr per Bahn bereits eingestellt worden war.
Zur Stromversorgung wurde die nahegelegene Austermühle erworben und durch einen Anbau erweitert. Seit etwa 1900 produzierte die Fabrik auch Weißzucker, nachdem sie zunächst nur Rohzucker, der in Raffinerien zum Endprodukt weiterverarbeitet wurde, hergestellt hatte.
In den 1950er Jahren begann das Zuckerhandelsunternehmen Peter Rehme in Dortmund, Teile der im Frankfurter Freiverkehr notierten Aktien zu erwerben. Dies war möglich, weil Anfang 1930 die Vinkulation aufgegeben wurde. 1965 besaß Rehme über 40 Prozent der Aktien. Die Fabrik wurde zu der Zeit erheblich erweitert. Am 9. Mai 1968 verstarb der damalige Fabrikdirektor Siegfried Starke unter noch ungeklärten Ursache bei einer nächtlichen Betriebsbegehung durch Sturz in einen neuerbauten Silo.
1972 übernahm die Zuckerfabrik Franken GmbH in Ochsenfurt das Aktienpaket von Peter Rehme und die verbliebenen Aktien in bäuerlicher Hand gelangten ebenfalls an die Zuckerfabrik Franken. 1977 wurde die „Vereinigte Zuckeraktiengesellschaft Obernjesa-Wabern-Warburg“ (VZAG) als Tochtergesellschaft der Zuckerfabrik Franken gegründet. 1988 fusionierte die Süddeutsche Zucker-AG mit der Zuckerfabrik Franken zur heutigen Südzucker-AG mit Sitz in Mannheim. Fünf Jahre später wurde auch die VZAG mit der Südzucker AG verschmolzen. Heute ist die im MDax gelistete Südzucker AG der größte Zuckerproduzent der Welt.
Am 25. Februar 2019 verkündete Südzucker, dass die Fabrik in Warburg nach der Kampagne 2019 geschlossen wird. Am 28. Dezember 2019 war der letzte Betriebstag. Bis Ende 2020 haben der Betriebsleiter und die 19 verbliebenen Mitarbeiter auf dem Gelände Restarbeiten durchgeführt. Unter anderem wurden Teile der Anlagen demontiert und zur Weiterverwendung zu anderen Südzucker-Werken gebracht.

## Produktion

Lage der großen Zuckerrüben-Anbaugebiete sowie der Zuckerfabriken in Deutschland

Das Werk stützte sich auf die enge Verbindung zur Landwirtschaft: Rund 800 Landwirte bauten in den letzten Jahren Zuckerrüben für das Werk Warburg an. Das Einzugsgebiet hatte sich in den vorangehenden Jahrzehnten stetig erweitert und umfasste nach den Stilllegungen der Zuckerfabriken u. a. in Obernjesa (1977), und Soest (1992) den Raum Ostwestfalen mit der Warburger Börde, die Soester Börde sowie Teile von Süd-Niedersachsen und Nordhessen. Während der Kampagne von September bis Dezember/Januar arbeitete die Fabrik ohne Unterbrechung im 24-Stunden-Betrieb. In der Zeit betrug die tägliche Rübenverarbeitungsmenge ca. 4.700 Tonnen. Die jährliche Menge lag zwischen 350.000 und 450.000 Tonnen.
Zwischen 55.000 und 75.000 Tonnen Zucker wurden jährlich erzeugt. In den Silos konnten 21.000 Tonnen Zucker gelagert werden. Bis 2018 produzierte Warburg noch als einziges Werk in Deutschland, vor der eigentlichen Kampagne, Biozucker mit Zuckerrüben aus ökologischer Landwirtschaft. Das System vom Rübenfeld bis zum Zuckerversand war europaweit gültig bio-zertifiziert. Ein Großteil des erzeugten Biozuckers wurde in ganz Europa zur Weiterverarbeitung, also etwa im Bereich Babynahrung oder Biobackwaren, verwendet. Brauner Zucker wurde in 1-Kilo-Packungen, 25-Kilogramm-Säcken sowie in 1.000-Kilogramm Big-Bags vermarktet. Eine weitere Zuckersondersorte aus Warburg war Brillant Decor, eine sehr grobe Raffinade, die in Big Bags an Kunden der Backwarenindustrie im europäischen Ausland ging. Bei der Zuckergewinnung entstanden in Warburg außerdem die wertvollen Nebenprodukte Pressschnitzel, Trockenschnitzel, Carbokalk sowie Melasse in Bioqualität. Unter anderem produzierte Warburg unpelletierte Melassetrockenschnitzel in 40-Kilogramm-Säcken für Kunden in ganz Deutschland.
Ende Februar 2019 teilte die Unternehmensleitung von Südzucker mit, dass die Zuckerfabrik Warburg gemeinsam mit der Zuckerfabrik Brottewitz in Südbrandenburg, sowie drei weiteren Werken in Frankreich und Polen geschlossen werden soll, um die Zuckerpreise zu stabilisieren.

## Direktoren/Werksleiter
- Andreas Harre (vor 1914)
- Aloys Wand (1914–1939)
- Wilhelm Severidt (1939–1945)
- Herrmann Wenneckes (1945–1953)
- Wilhelm Severidt (1953–1960)
- Siegfried Starke (1960–1968)
- Edgar Walter (1968–1979)
- Klaus Korn (1979–1982)
- Henk van Malland (1983–1985)
- Christian Voß (1985–2011)
- Stefan Mondel (2011–2019)

## Schriftquellen
- Zuckerfabrik Warburg: Festschrift zum 100jährigen Jubiläum. Warburg 1982.
- Simone Flörke: Vier Jahrzehnte für eine süße Leidenschaft. Neue Westfälische, Warburg, vom 26. Oktober 2011
- Carolin Nieder-Entgelmeier: Den Rüben geht es an den Zucker. Neue Westfälische, Warburg, vom 18. Oktober 2013
- Stefan Boes: Die Zuckerfabrik geht in die neue Saison. Neue Westfälische, Warburg, vom 22. Oktober 2015